# Uzelle
Uzelle est une commune française située dans le département du Doubs, la région culturelle et historique de Franche-Comté et la région administrative Bourgogne-Franche-Comté.

## Géographie
Uselle est implantée dans un territoire vallonné, proche du massif du Jura.

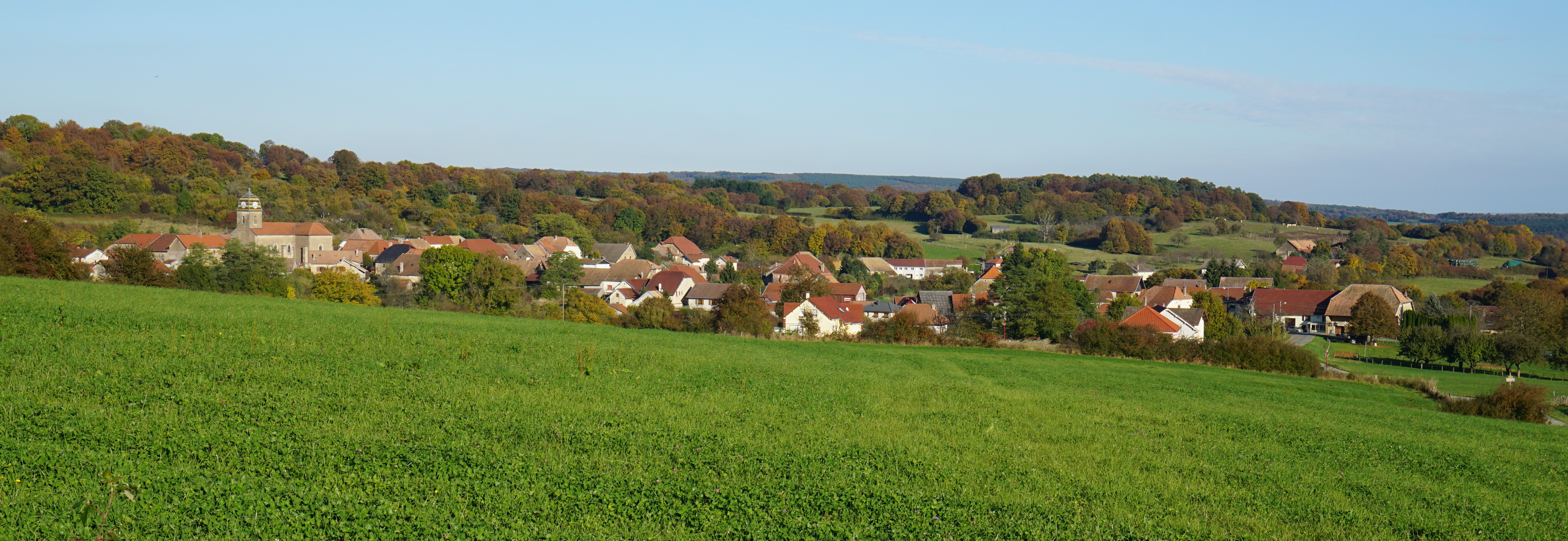
Vue générale et paysage d'Uzelle.

### Climat
Pour des articles plus généraux, voir Climat de la Bourgogne-Franche-Comté et Climat du Doubs.
En 2010, le climat de la commune est de type climat de montagne, selon une étude du Centre national de la recherche scientifique s'appuyant sur une série de données couvrant la période 1971-2000. En 2020, Météo-France publie une typologie des climats de la France métropolitaine dans laquelle la commune est exposée à un climat semi-continental et est dans une zone de transition entre les régions climatiques « Lorraine, plateau de Langres, Morvan » et « Jura ». 
Pour la période 1971-2000, la température annuelle moyenne est de 9,8 °C, avec une amplitude thermique annuelle de 17,6 °C. Le cumul annuel moyen de précipitations est de 1 155 mm, avec 13,8 jours de précipitations en janvier et 10,7 jours en juillet. Pour la période 1991-2020, la température moyenne annuelle observée sur la station météorologique de Météo-France la plus proche, « Villersexel Sa », sur la commune de Villersexel à 9 km à vol d'oiseau, est de 10,8 °C et le cumul annuel moyen de précipitations est de 1 037,9 mm. 
La température maximale relevée sur cette station est de 38,4 °C, atteinte le 8 août 2003 ; la température minimale est de −19,4 °C, atteinte le 20 décembre 2009,,. 
Les paramètres climatiques de la commune ont été estimés pour le milieu du siècle (2041-2070) selon différents scénarios d'émission de gaz à effet de serre à partir des nouvelles projections climatiques de référence DRIAS-2020. Ils sont consultables sur un site dédié publié par Météo-France en novembre 2022.

## Urbanisme

### Typologie
Au 1er janvier 2024, Uzelle est catégorisée commune rurale à habitat dispersé, selon la nouvelle grille communale de densité à 7 niveaux définie par l'Insee en 2022.
Elle est située hors unité urbaine et hors attraction des villes,.

### Occupation des sols
L'occupation des sols de la commune, telle qu'elle ressort de la base de données européenne d’occupation biophysique des sols Corine Land Cover (CLC), est marquée par l'importance des territoires agricoles (54,1 % en 2018), une proportion identique à celle de 1990 (54,1 %). La répartition détaillée en 2018 est la suivante : 
forêts (45,9 %), zones agricoles hétérogènes (28,7 %), prairies (25,4 %). L'évolution de l’occupation des sols de la commune et de ses infrastructures peut être observée sur les différentes représentations cartographiques du territoire : la carte de Cassini (XVIIIe siècle), la carte d'état-major (1820-1866) et les cartes ou photos aériennes de l'IGN pour la période actuelle (1950 à aujourd'hui).

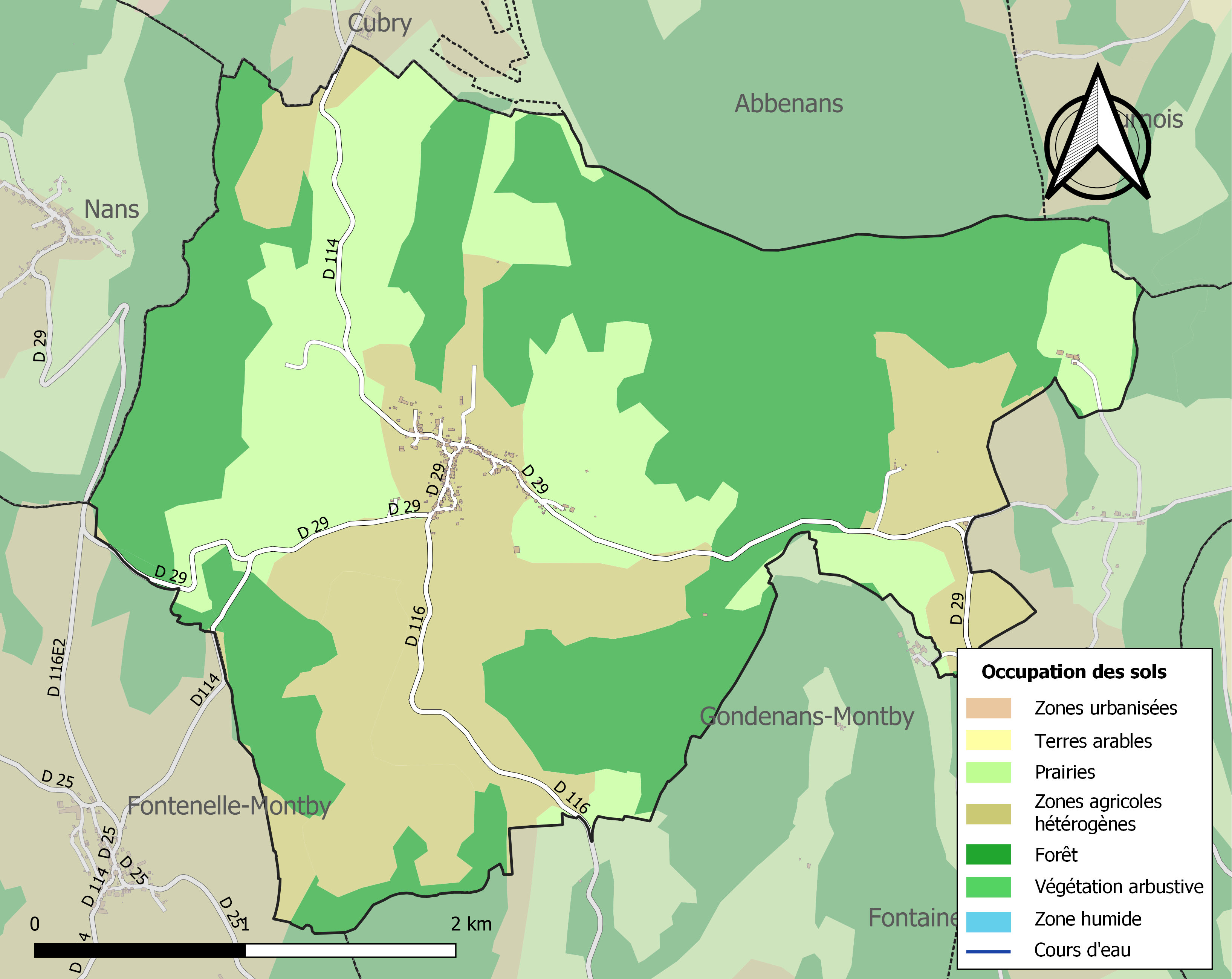
Carte des infrastructures et de l'occupation des sols de la commune en 2018 (CLC).

## Toponymie
Usila en 1140 ; Uselle en 1189 ; Usilla en 1196 ; Husale en 1283 ; Huzale en 1297 ; Uscela au XIVe siècle ; Huzelle, Uzelle au XVe siècle ; Usella au XVIe siècle ; Uselles en 1614 ; Uzelle depuis 1671.

## Politique et administration
| Période                                  | Période                                        | Identité                                                   | Étiquette | Qualité  |
| ---------------------------------------- | ---------------------------------------------- | ---------------------------------------------------------- | --------- | -------- |
| mars 2001                                | mars 2008                                      | Georges Faivre                                             |           |          |
| mars 2008                                | décembre 2009                                  | Géraldine Chauvon                                          |           |          |
| décembre 2009                            | juillet 2015 (de jure) octobre 2015 (de facto) | François Genevois                                          | UMP-LR    | Retraité |
| octobre 2015                             | En cours (au 1er juin 2020)                    | Emmanuelle Bianchi-Laville Réélue pour le mandat 2020-2026 |           | Artisan  |
| Les données manquantes sont à compléter. |                                                |                                                            |           |          |

## Démographie
L'évolution du nombre d'habitants est connue à travers les recensements de la population effectués dans la commune depuis 1793. Pour les communes de moins de 10 000 habitants, une enquête de recensement portant sur toute la population est réalisée tous les cinq ans, les populations de référence des années intermédiaires étant quant à elles estimées par interpolation ou extrapolation. Pour la commune, le premier recensement exhaustif entrant dans le cadre du nouveau dispositif a été réalisé en 2008.

En 2022, la commune comptait 187 habitants, en évolution de +9,36 % par rapport à 2016 (Doubs : +1,88 %, France hors Mayotte : +2,11 %).
| 1793 | 1800 | 1806 | 1821 | 1831 | 1836 | 1841 | 1846 | 1851 |
| ---- | ---- | ---- | ---- | ---- | ---- | ---- | ---- | ---- |
| 552  | 565  | 632  | 678  | 671  | 745  | 786  | 696  | 754  |

| 1856 | 1861 | 1866 | 1872 | 1876 | 1881 | 1886 | 1891 | 1896 |
| ---- | ---- | ---- | ---- | ---- | ---- | ---- | ---- | ---- |
| 636  | 617  | 617  | 560  | 531  | 526  | 501  | 439  | 453  |

| 1901 | 1906 | 1911 | 1921 | 1926 | 1931 | 1936 | 1946 | 1954 |
| ---- | ---- | ---- | ---- | ---- | ---- | ---- | ---- | ---- |
| 406  | 363  | 386  | 308  | 313  | 310  | 295  | 272  | 235  |

| 1962 | 1968 | 1975 | 1982 | 1990 | 1999 | 2006 | 2008 | 2013 |
| ---- | ---- | ---- | ---- | ---- | ---- | ---- | ---- | ---- |
| 203  | 172  | 166  | 180  | 182  | 156  | 154  | 153  | 168  |

| 2018 | 2022 | - | - | - | - | - | - | - |
| ---- | ---- | - | - | - | - | - | - | - |
| 172  | 187  | - | - | - | - | - | - | - |

## Lieux et monuments
- L'église Saint-Bénigne ;
- la chapelle de la Vierge ;
- Les fontaines ;
- une brasserie artisanale.

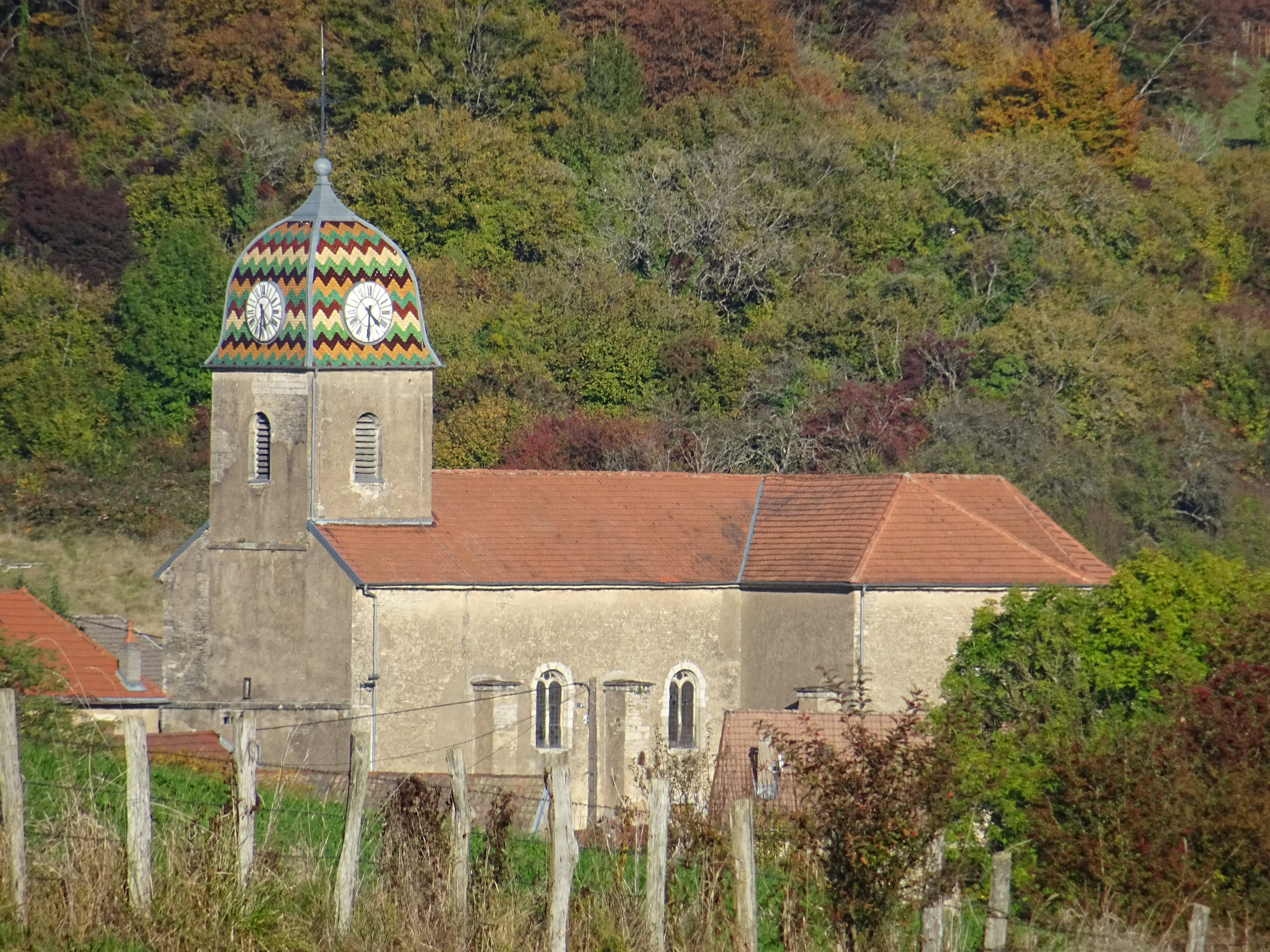
L'église.
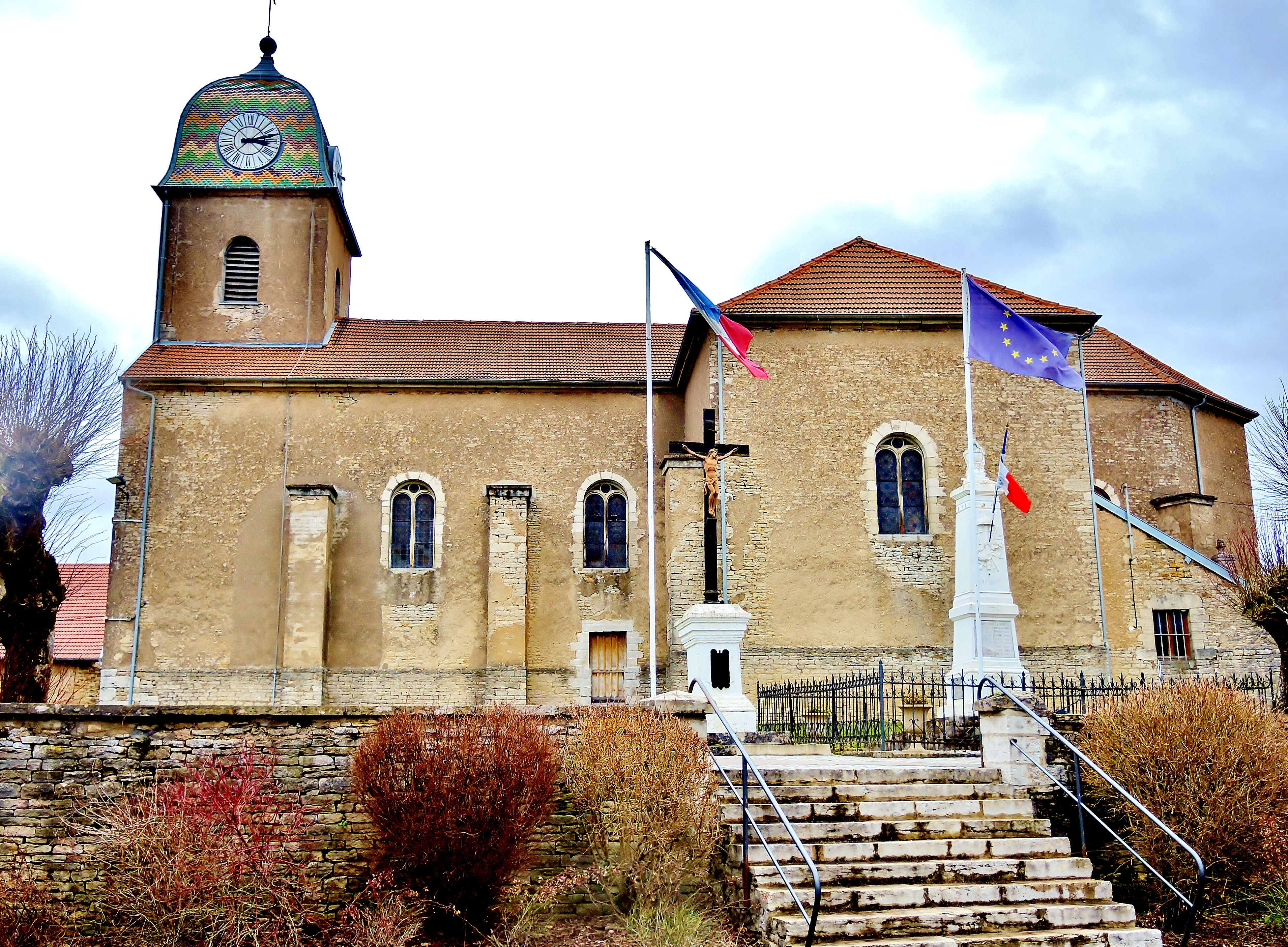
L'église et le monument aux morts.
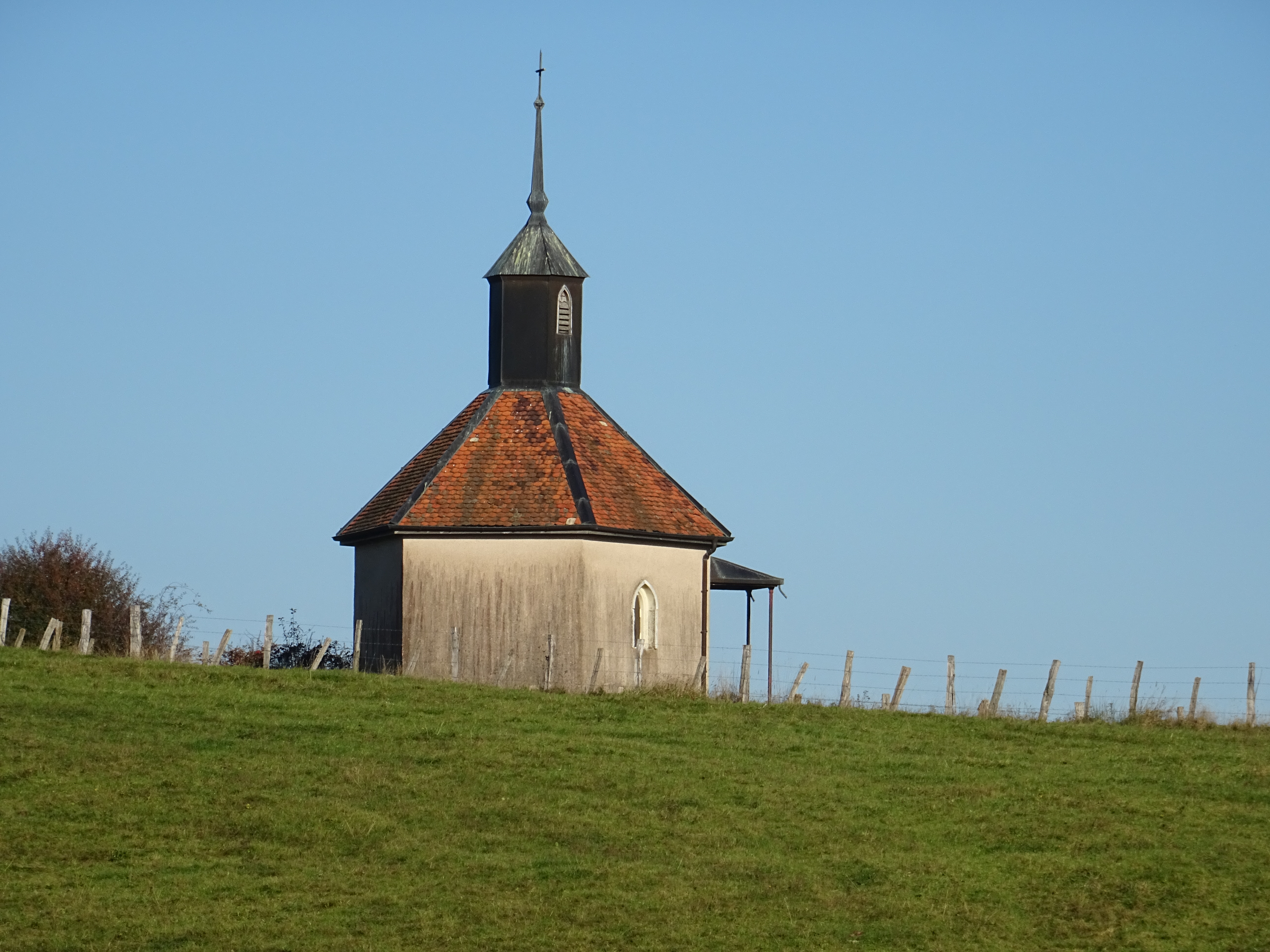
La chapelle de la Vierge.
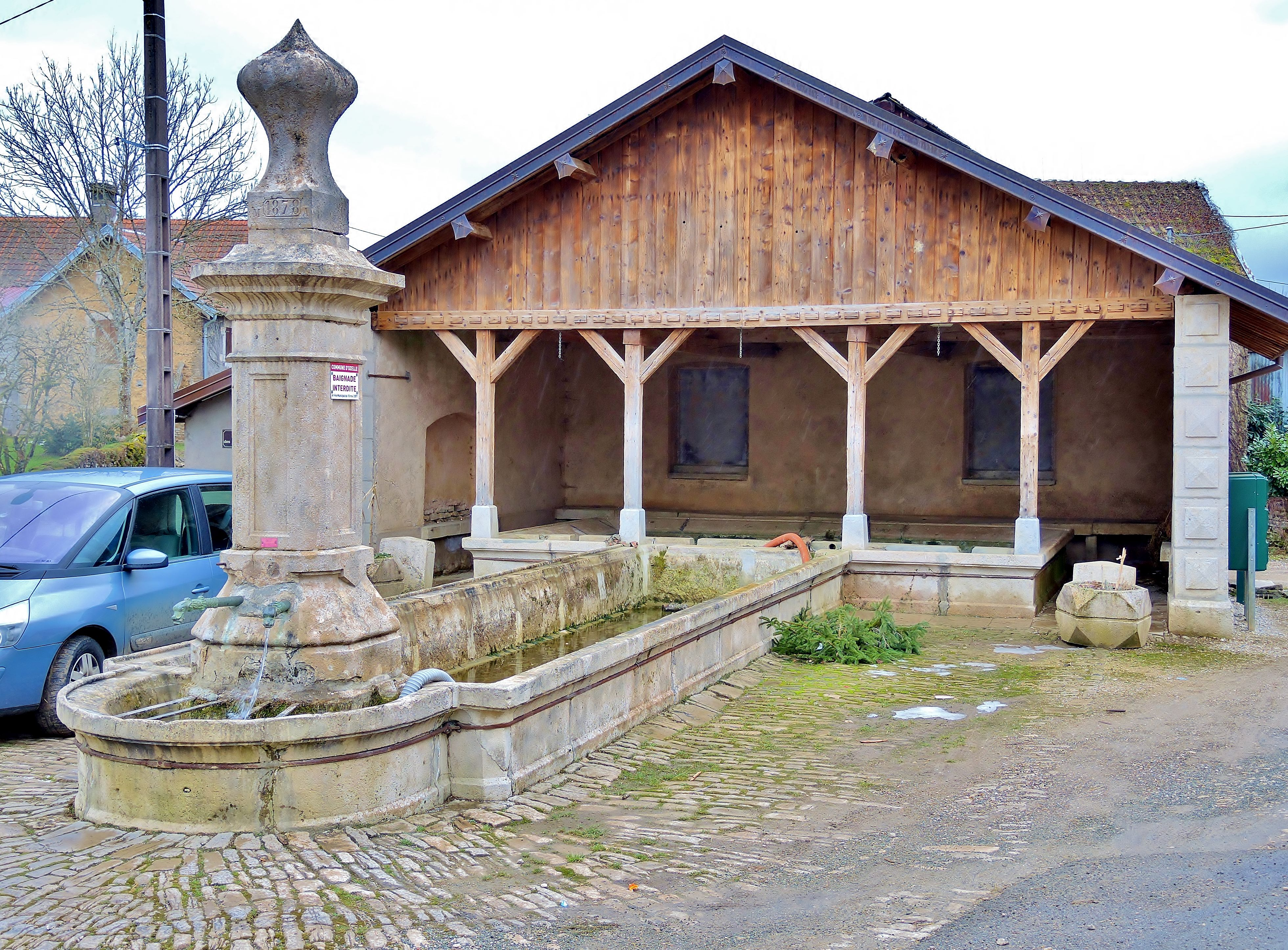
Fontaine sud.
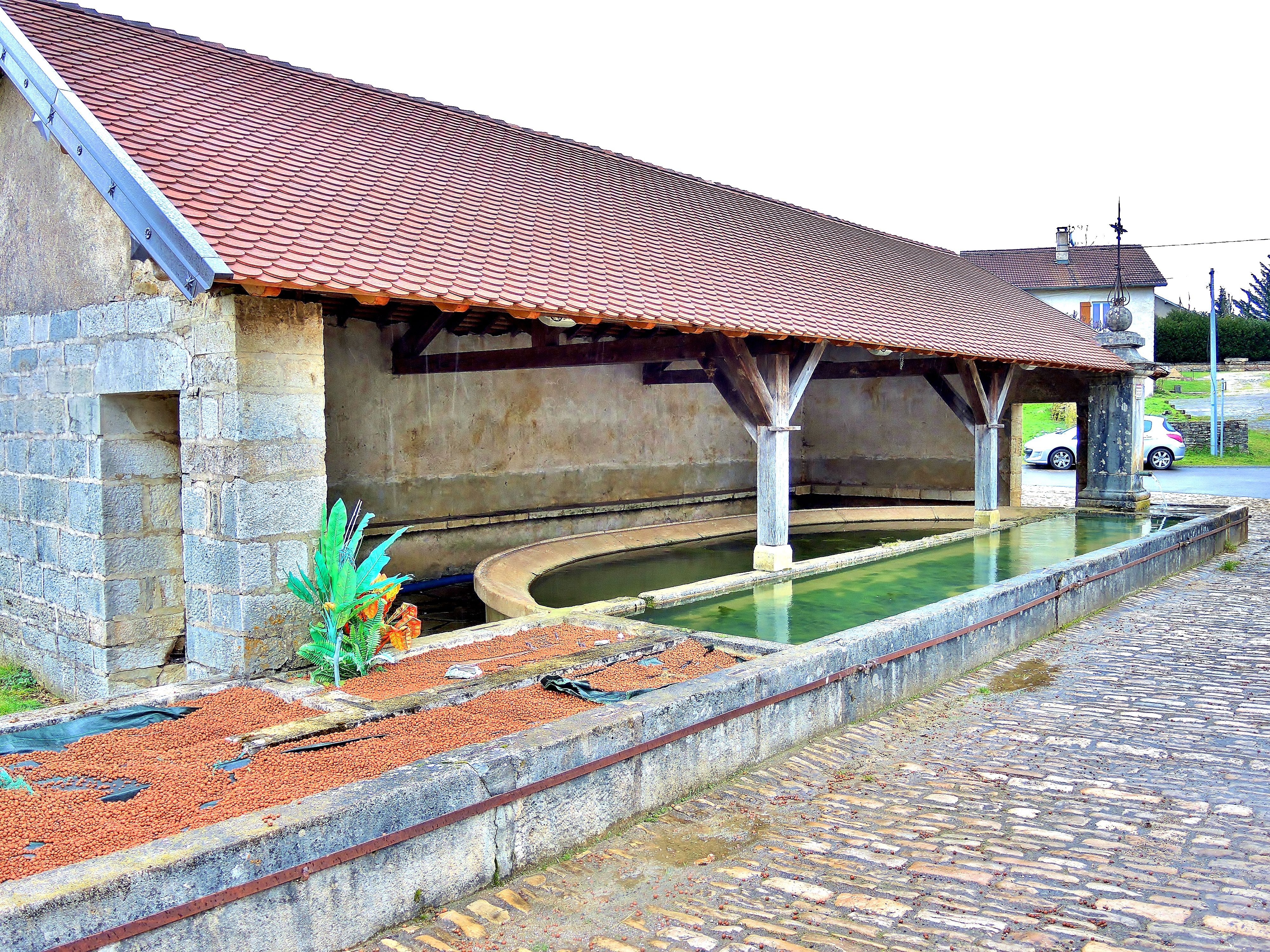
Fontaine-lavoir nord.